# Albert Sleeper
Albert Edson Sleeper, född 31 december 1862 i Bradford, Vermont, död 13 maj 1934 i Lexington, Michigan, var en amerikansk republikansk politiker. Han var guvernör i delstaten Michigan 1917–1921.
Sleeper flyttade 1884 till Michigan och var verksam inom handeln samt bank- och fastighetsbranscherna. År 1901 gifte han sig med Mary C. Moore.
Sleeper var delstatens finansminister (Michigan State Treasurer) 1909–1913. Han besegrade demokraten Edwin F. Sweet i guvernörsvalet 1918 med omval två år senare mot John W. Bailey. Sleeper efterträddes 1 januari 1921 som guvernör av Alex Groesbeck.
Anglikanen Sleeper gravsattes på Lexington Municipal Cemetery i Lexington.